# フラム・ブロードウェイ駅

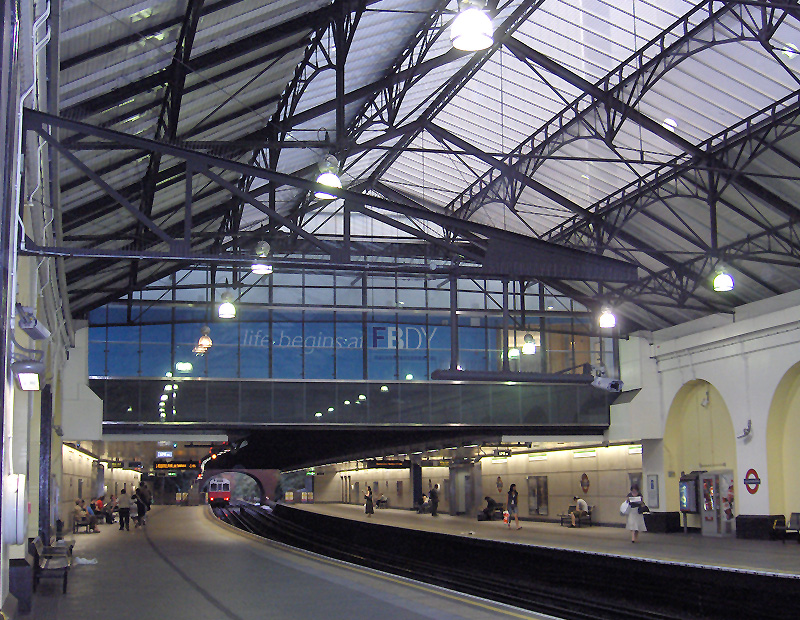
ホームから北方向を見る

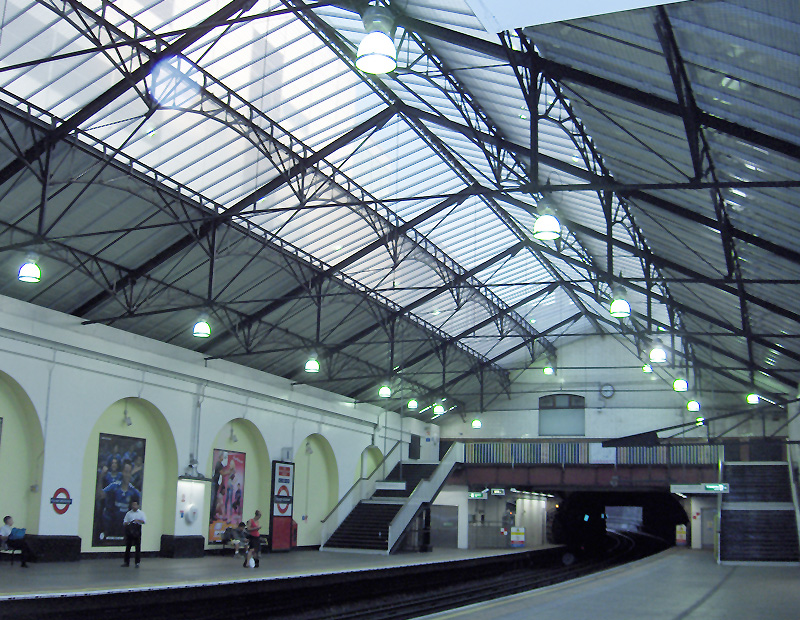
ホームから南方向を見る

フラム・ブロードウェイ駅（フラム・ブロードウェイえき、英語: Fulham Broadway station）は、ロンドンにある駅である。ロンドン地下鉄ディストリクト線のウィンブルドン支線にあり、トラベルカード・ゾーン2に属する。
チェルシーFCのホーム・スタジアムであるスタンフォード・ブリッジ・スタジアムの最寄り駅である。ロンドン・オラトリオ会神学校(London Oratory School)も近い。

## 駅構造
相対式ホーム2面2線の掘割駅。ホームは地下レベルの掘割内に、駅舎はその上層の地平レベルにある。掘割の上部にはフラム・ブロードウェイ・ショッピングセンターが建設されている。
駅はフラム・ブロードウェイ（Fulham Broadway、国道A304号線）に面している。

## 歴史
初めはウォラム・グリーン(Walham Green)駅として、1880年3月1日にメトロポリタン・ディストリクト鉄道（MDR、現在のディストリクト線）がウェスト・ブロンプトン駅から南方向のパットニー・ブリッジ駅までの区間を延伸開業させた際に、開業した。ウォラム・グリーンとは、フラム・ブロードウェイの南側、イール・ブルック・コモンの北東、キングス・ロードの北側の地域の歴史的名称である。
1905年に、新しく建設されたスタンフォード・ブリッジ・スタジアムの多数の観客の乗降に対応するために初代の駅舎が廃止され、以後はHarry W Fordにより設計された新たな駅舎が使用された。現在、初代駅舎は第2級指定建造物となっている。
1952年3月2日にフラム商工会議所(Fulham Chamber of Commerce)からの要望により駅名が現在のものに変えられている。
2003年に駅舎の地平レベルが閉鎖され、フラム・ブロードウェイ・ショッピングセンターに隣接して新しい駅舎が開業した。ショッピングセンターはプラットホームの掘割の上部に建設された。また駅施設は車椅子の乗客の利用への対応や、サッカーの観客への対応についても改善されている。旧駅舎は改装のうえで2005年よりティージーアイ・フライデーズのレストランが入居しているが、レストラン内には多くの旧駅舎の看板や建築上の特徴がなお残されている。
2008年5月21日の夜、UEFAチャンピオンズリーグの決勝でチェルシーFCがマンチェスター・ユナイテッドFCに敗れたため、駅で暴動が起きた。

## 運行
日中の運転パターンは以下の通り（本数は1時間あたり）。
- 12本 ウィンブルドン駅行き
- 6本 エッジウェア・ロード駅行き
- 3本 バーキング駅行き
- 3本 タワー・ヒル駅行き

## 作品への登場
- 1998年に映画『スライディング・ドア』でグウィネス・パルトローがジョン・ハナーに出会う場所として登場した。

- Ian Dury and the Blockhead'sの1978年のシングル曲である『What a Waste』の歌詞にも登場している。

## バス路線
ロンドンバスの11、14、28、211、295、391、414、424系統と、深夜バスのN11、N28系統が当駅とその周辺から発着する。

## 隣の駅
ロンドン交通局
ロンドン地下鉄
■ディストリクト線
ウィンブルドン支線
パーソンズ・グリーン駅 - フラム・ブロードウェイ駅 - ウェスト・ブロンプトン駅